# Nobuyoshi Tamura

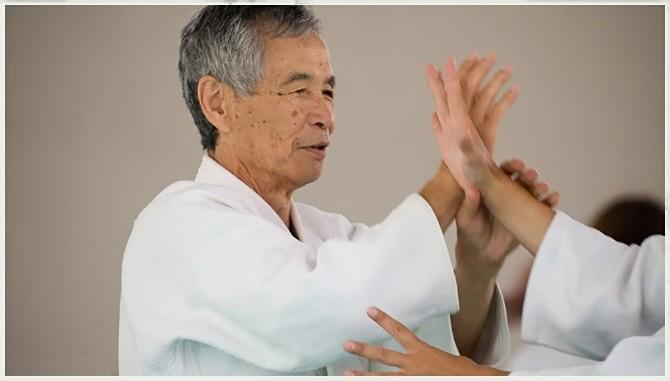
Nobuyoshi Tamura en 2005.

Nobuyoshi Tamura, (Osaka, 2 de marzo de 1933 – Trets, 9 de julio de 2010) fue Shihan 8.º dan de aikidō, otorgado por el Aikikai de Tokio, centro mundial del Aikido donde estudió durante muchos años bajo la dirección de O Sensei Morihei Ueshiba, fundador de este arte.
Tamura ocupaba un rol preeminente en el pequeño grupo de Uchi-deshi (los alumnos próximos al Fundador) que más tarde se diseminó por Europa y Estados Unidos.
Después de más de treinta años desde su llegada a Marsella en 1964, consagró su vida al desarrollo del aikido en Europa (para la que era delegado del Aikikai), especialmente en Francia, donde residía.
Autor de varios libros dedicados a la metodología de la enseñanza del aikido y a su práctica, ha sido pieza clave en la expansión de la Fédération Française d'Aïkido et Budo (FFAB), y hasta su fallecimiento, centraba parte de sus inquietudes en el funcionamiento de la École Nationale d'Aïkido (Shumeikan) ubicada en la localidad francesa de Bras.
Aikidocas españoles han tenido la fortuna de poder beneficiarse de su presencia desde los comienzos del Aikido en su país, sea con stages de varias semanas, o más recientemente con los cursos que, al menos una vez al año, impartía en diversos lugares de la geografía española: de Santander a Granada, pasando por Palma de Mallorca, Madrid, Barcelona, Alicante, Zaragoza, León, Cuenca, etc.
Como complemento a esta tarea, encomendó a algunos de sus mejores alumnos la dirección de cursos atendiendo a la formación de profesores o a la propiamente técnica, en un reiterado ciclo de carácter anual. Por otro lado, además de los numerosos practicantes que acudían allí donde se les convoca para aprender del Maestro, eran muchos también los españoles que seguían sus cursos o sus stages de verano de Lesneven, St. Mandrier, o La Colle sur Loup, en algunas de las zonas en que la Federación Francesa divide su territorio.
Si a todo esto añadimos la perfección de su técnica, la constancia de su empeño, y la benevolencia ante nuestros errores, no es extraño Tamura Shihan haya logrado consolidar en España una, ya firme, línea de trabajo, y rodearse de un variado y nutrido grupo de discípulos caracterizados, sobre todo, por una manera de hacer y entender el Aikido.

## Lista de algunos de los Estudiantes Formados por Nobuyoshi Tamura
- Javier de María Ortiz
- Tomas Sanchez
- Ricardo Ledesma Rubio
- Fernando Valero Cardona
- Sergio Torres Prieto
- Jorge Rojo Gutiérrez
- Claude Pellerin
- Gilbert Milliat
- Pierre Chassang
- Robert Dalessandro
- Michael Narey
- Jean Pierre Pigeau
- Jaff Raji
- Malcom Tiki Shewan
- Christopher Stöbich
- Toshiro Suga
- Guillermo Pérez Martínez
- Roberto Sánchez
- Phillippe Vuarino
- Jean-Yves Le Vour'ch
- Fukakusa Motohiro
- Stéphane Benedetti
- Tomás Sánchez Díaz
- Juan José Barjola
- Manuel Infiesta

## Libros
- AIKIDŌ, Marseille 1986: AGEP; ISBN 2-9501355-0-1
- Aikido - Etikette und Weitergabe, (German Edition: ISBN 3-939703-50-8) Amazon-UK ASIN: B000RVZMQE
- Aikido - Étiquette et transmission. Manuel a l'usage des professeurs. Aix en Provence 1991: Éditions du Soleil Levant, ISBN 2-84028-000-0
- Aikido - Etiqueta y transmisión. Ed Paidotribo. ISBN 978-84-8019-650-5

- Datos: Q201025
- Multimedia: Nobuyoshi Tamura / Q201025